# Sains-lès-Pernes

Sains-lès-Pernes este o comună în departamentul Pas-de-Calais, Franța. În 1 ianuarie 2022 avea o populație de 303 de locuitori.